# Napoleon (województwo śląskie)
Napoleon – wieś w Polsce położona w województwie śląskim, w powiecie kłobuckim, w gminie Lipie.
W latach 1975–1998 miejscowość administracyjnie należała do województwa częstochowskiego.

## Części wsi
| SIMC    | Nazwa    | Rodzaj    |
| ------- | -------- | --------- |
| 0137992 | Podlasie | część wsi |

## Historia
Wieś powstała na początku XIX wieku. W 1827 roku w Napoleonie stał tylko jeden dom, a wieś liczyła 5 mieszkańców. Do połowy XIX wieku po południowej stronie drogi zbudowano następne. Legendy wiążą powstanie i nazwę wsi z okresem Księstwa Warszawskiego i pobytem w tej okolicy Napoleona I. W 2 połowie XIX wieku liczba mieszkańców przekroczyła 100 osób, a w 1933 osiągnęła 277 osób. 1 września 1939 roku wieś opuściły wojska polskie, a armia niemiecka wymordowała dużą część ludności wsi, która wtedy liczyła 38 gospodarstw. Po II wojnie światowej liczba mieszkańców nie przekroczyła 200 osób.
We wrześniu 2018 r. w Napoleonie otwarto Muzeum 303 im. ppłk. pil. Jana Zumbacha.